# 구속영장
|                                                                  |
| 형사소송법                                                       |
| 이념과 구조                                                      |
| 무죄 추정의 원칙 · 자백배제법칙 · 전문법칙                       |
| 증거보전청구권 · 형사보상청구권 · 독수독과이론                   |
| 실체적 진실주의 · 적정절차 · 신속한 재판의 원칙                  |
| 진술거부권 · 접견교통권 · 증거개시제도                           |
| 열람등사권 · 위법수집증거배제법칙                                |
| 법원                                                             |
| 제척 · 기피 · 회피 관할 · 이송 · 법관                            |
| 피고인과 변호인                                                  |
| 피고인 ·변호인 · 성명모용자 · 공동피고인 국선변호인 · 법정대리인 |
| 검사                                                             |
| 기소독점주의 · 검사 동일체의 원칙                                |
| 수사                                                             |
| 함정수사 · 불심검문 · 임의동행 · 동행요구 · 사법경찰관           |
| 구속                                                             |
| 구속영장 · 체포영장                                              |
| 증거법                                                           |
| 정황증거 · 전문증거 · 진술조서 · 진술서 · 실황조사서 · 검증조서  |
| 진술 · 증인                                                      |
| 재판                                                             |
| 공소장 · 공소장일본주의                                          |
| 고소 · 고발 · 고소불가분의 원칙 · 자수                           |
| 상소                                                             |
| 항소, 상고 & 비상상고                                            |
| 다른 7법 영역                                                    |
| 헌법 · 민법 · 형법                                               |
| 민사소송법 · 형사소송법 · 행정법                                 |
| 포털: 법 · 법철학 · 형사정책                                     |
| v • d • e • h                                                    |

구속영장(拘束令狀, 영어: bench warrant)은 피고인이나 또는 피의자를 구인·구금하기 위하여 경찰관이 검사에게 신청하고, 검사의 청구에 의해 법원이 발부하는 영장을 말한다. 세부적으로 재판에 소환을 강제하기 위한 구인영장과 구금영장을 의미하며 일반적으로 구속영장이라고 하면 구금영장을 의미한다. 수사기관에 출석을 담보하기 위하여 발부하는 영장은 체포영장이다.
법원은 검사의 청구에 대하여 구속 이유가 타당하다고 판단되면 구속영장을 발부하고, 구속 이유가 타당하지 않다고 판단되면 영장발부를 거부할 수 있다(형사소송법 제201조 제4항). 즉 법원은 구속영장 청구에 대한 실질적 심사권을 가지며, 이러한 의미에서 구속영장은 집행기관에 대한 법원의 허가장으로 볼 수 있다. 영장에는 피고인 또는 피의자의 성명·주거·죄명·공소사실의 요지·인치구금할 장소·발부연월일을 기재함과 아울러 그 유효기간(48시간)이 경과하면 집행할 수 없으며 영장을 반환해야 한다는 취지를 기재하고 재판장 또는 수명법관이 서명·날인하여야 한다. 공소가 제기된 피고인을 구속하는 구속영장은 재판에 출석하지 않아 재판을 진행할 수 없을 때 재판을 진행하기 위한 명령상의 성질을 가지는 반면 피의자 구속의 경우에는 사전에 수사를 용이하게 하기 위한 검찰의 요청에 대해 허가장으로서의 성질을 가진다. 구속영장의 발부가 증거 인멸과 도주 우려가 있을 때 예외적으로 발부할 수 있는데 검찰이 인신구속을 통해 자백을 받아내기 위해 구속영장 청구를 남용하기도 하고 법원도 자의적으로 발부 여부를 결정하여 무죄추정의 원칙이 지켜지지 않는데 영장실질심사에서 재판 전 구속영장을 발부할 수 있는 내용에 대해 판결이 확정되기 전 구금되지 않을 권리를 이유로 서면으로 위헌법률심판제청신청서를 제출하면 설령 기각되더라도 헌법재판소에 헌법소원심판 청구로 권리의 구제를 신청할 수 있다.
구속영장 발부 현황
| 연도   | 구속영장 청구 | 구속영장 발부 | 구속영장 기각 |
| ------ | ------------- | ------------- | ------------- |
| 2007년 | 58,866        | 45,875        | 12,991        |
| 2008년 | 56,843        | 42,972        | 13,868        |
| 2009년 | 57,259        | 42,727        | 14,159        |
| 2010년 | 43,574        | 32,516        | 10,332        |
| 2011년 | 38,770        | 28,814        | 8,970         |
| 2012년 | 35,060        | 27,327        | 7,195         |
| 2013년 | 33,105        | 26,716        | 5,914         |
| 2014년 | 36,176        | 28,466        | 7,286         |
| 2015년 | 38,370        | 31,153        | 6,837         |
| 2016년 | 40,083        | 32,369        | 7,187         |
| 2017년 | 35,102        | 28,340        | 6,682         |
| 2018년 | 30,060        | 24,438        | 5,585         |
| 2019년 | 29,647        | 24,018        | 5,587         |
| 2020년 | 25,770        | 21,098        | 4,656         |

## 판례
- 형사소송법 제93조에 의한 구속의 취소는 구속영장에 의하여 구속된 피고인에 대하여 구속의 사유가 없거나 소멸된 때에 법원이 직권 또는 피고인 등의 청구에 의하여 결정으로 구속을 취소하는 것으로서, 그 결정에 의하여 구속영장이 실효되므로, 구속영장의 효력이 존속하고 있음을 전제로 하는 것이고, 다른 사유로 이미 구속영장이 실효된 경우에는 피고인이 계속 구금되어 있더라도 위 규정에 의한 구속의 취소 결정을 할 수 없다.[2]
- 검사의 체포 또는 구속영장 청구에 대한 지방법원판사의 재판은 제402조의 규정에 의하여 항고의 대상이 되는 법원의 결정에 해당되지 아니하고, 제416조 제1항의 규정에 의하여 준항고의 대상이 되는 재판장 또는 수명법관의 구금 등에 관한 재판에도 해당되지 아니한다[3]

### 이중구속의 예외적 허용설
- 구속기간이 만료될 무렵에 종전 구속영장에 기재된 범죄사실과 다른 범죄사실로 재항고인을 구속하였다는 사정만으로는 그 구속이 위법하다고 할 수 없다[4].

### 구속영장 발부를 위해 검사의 신청이 있어야 하는지 여부
- 형사재판을 주재하는 법원이 피고인에 대하여 구속영장을 발부하는 경우에도 검사의 신청이 있어야 한다는 것이 아니다[5]

### 구속영장의 집행
- 형사소송법 제88조는 "피고인을 구속한 때에는 즉시 공소사실의 요지와 변호인을 선임할 수 있음을 알려야 한다"고 규정하고 있는바, 이는 사후 청문절차에 관한 규정으로서 이를 위반하였다 하여 구속영장의 효력에 어떠한 영향을 미치는 것은 아니다[6]
- 사실상의 구금장소의 임의적 변경은 청구인의 방어권이나 접견교통권의 행사에 중대한 장애를 초래하는 것이므로 위법하다[7]

### 구속기간
- 형사소송법 제402조, 제403조에서 말하는 법원은 형사소송법상의 수소법원만을 가리키므로, 같은 법 제205조 제1항 소정의 구속기간의 연장을 허가하지 아니하는 지방법원 판사의 결정에 대하여는 같은 법 제402조, 제403조가 정하는 항고의 방법으로는 불복할 수 없고, 나아가 그 지방법원 판사는 수소법원으로서의 재판장 또는 수명법관도 아니므로 그가 한 재판은 같은 법 제416조가 정하는 준항고의 대상이 되지도 않는다.[8]
- 구 군법회의법(87.12.4. 법률 제3993호로 전면 개정전) 제132조의 제한을 넘어 구속기간을 갱신한 경우에 있어서도 불법구속한 자에 대하여 형법상·민법상의 책임을 물을 수는 있어도 구속명령의 효력이 당연히 실효되는 것은 아니다.[9]
- 서울고등법원1부(재판장 한만춘 부장판사)는 1심에서 반공법위반에 대해 무죄선고를 받은 피고인에 대해 2차례 구속기간을 연장할 수 있는 형사소송법을 위반하여 3회째 구속기간을 연장한채 10일 넘게 구속된 상태를 유지했다. 이밖에 다른 피고인에게도 3차례 구속기간을 연장한 것이 드러나자 한만춘 재판장은 5명의 피고인에 대해 특별기일을 정하고 반공법위반 피고인에게는 1심을 유지하여 무죄, 산림법 위반 피고인에겐 구속집행정지 결정을 내려 석방하고 1심에서 폭행치사로 무기징역을 선고받은 윤모씨 등 3명은 항소를 기각했다.[10]

### 재구속의 제한
- 수소법원의 구속에 관하여는 검사 또는 사법경찰관이 피의자를 구속함을 규율하는 형사소송법 제208조의 규정은 적용되지 아니하므로 구속기간의 만료로 피고인에 대한 구속의 효력이 상실된 후 항소법원이 피고인에 대한 판결을 선고하면서 피고인을 구속하였다하여 위 법 제208조의 규정에 위배되는 재구속 또는 이중구속이라 할 수 없다[11]
- 재구속이 제한될 뿐 재구속되었다고 공소제기가 무효로 되는 것도 아니다[12]

## 유명한 결정들
- 2017년 1월 19일 오전 4시경, 서울중앙지법 조의연 영장전담 부장판사는 뇌물공여 등 혐의로 구속영장이 청구된 이재용 삼성전자 부회장에 대해 "뇌물범죄의 요건이 되는 대가관계와 부정한 청탁 등에 대한 현재까지의 소명 정도, 각종 지원 경위에 관한 구체적 사실관계와 그 법률적 평가를 둘러싼 '다툼의 여지', 관련자 조사를 포함해 현재까지 이루어진 수사 내용과 진행 경과 등에 비춰 볼 때, 현 단계에서 구속의 사유와 필요성, 상당성을 인정하기 어렵다"며 기각했다.[13] 이후 특검은 구속영장을 재청구했고, 같은해 2월 17일 오전 5시경, 한정석 영장전담판사는 “새롭게 구성된 범죄혐의 사실과 추가로 수집된 증거자료 등을 종합할 때 구속의 사유와 필요성이 인정된다”며 발부했다.[14]
- 2017년 2월 22일 오전 1시경, 서울중앙지법 오민석 영장전담 부장판사는 직권남용 등 혐의로 구속영장이 청구된 우병우 전 청와대 민정수석에 대해 "영장청구 범죄사실에 대한 소명의 정도와 그 법률적 평가에 관한 '다툼의 여지' 등에 비추어 구속의 사유와 필요성을 인정하기 어렵다"며 긱각했다.[15] 이후 검찰은 특검으로부터 사건을 이첩받아 보강수사를 진행했고, 구속영장을 재청구했으나, 같은해 4월 12일 오전 12시경, 권순호 영장전담 부장판사는 "혐의 내용에 관하여 범죄 성립을 다툴 여지가 있고, 이미 진행된 수사와 수집된 증거에 비추어 증거인멸 및 도망의 염려가 있음이 충분히 소명되지 않아 구속의 사유와 필요성을 인정하기 어렵다"며 재차 기각했다.[16] 이후 검찰은 우병우를 불구속 기소했다. 이후 검찰은 별개의 직권남용 혐의로 우병우에 대해 3번째 구속영장을 청구했고, 같은해 12월 15일 오전 12시경, 권순호 영장전담 부장판사는 "혐의사실이 소명되고 특별감찰관 사찰 관련 혐의에 관해 증거인멸의 염려가 있다"며 영장을 발부했다.[17]

- 2017년 3월 31일 오전 3시경, 서울중앙지법 강부영 영장전담판사는 뇌물수수 등 혐의로 구속영장이 청구된 박근혜 전 대통령에 대해 "주요 혐의가 소명되고 증거인멸의 염려가 있어 구속 사유와 필요성, 상당성이 인정된다"며 발부했다.[18]
- 2017년 6월 3일 오전 3시경, 서울중앙지법 강부영 영장전담판사는 업무방해 등 혐의로 구속영장이 청구된 정유라(최서원의 딸)에 대해 "영장 청구된 범죄사실에 따른 피의자의 가담 경위와 정도, 기본적 증거자료들이 수집된 점 등에 비춰 현 시점에서 구속의 사유와 필요성, 상당성을 인정하기 어렵다"며 기각했다.[19] 이후 검찰은 범죄수익은닉 규제법 위반 혐의를 추가해 구속영장을 재청구했으나, 같은해 6월 20일 오후 10시경, 권순호 영장전담 부장판사는 "추가된 혐의를 포함한 범죄사실의 내용, 피의자의 구체적 행위나 가담정도 및 그에 대한 소명의 정도, 현재 피의자의 주거상황 등을 종합하면 현시점에서 구속의 사유와 필요성이 있음을 인정하기 어렵다"며 재차 기각했다.[20]
- 2018년 3월 22일 오후 11시경, 서울중앙지법 박범석 영장전담 부장판사는 뇌물수수 등 혐의로 구속영장이 청구된 이명박 전 대통령에 대해 "범죄의 많은 부분에 대해 소명이 있고, 피의자의 지위와 범죄의 중대성 및 이 사건 수사과정에 나타난 정황에 비춰 볼 때 증거인멸의 염려가 있으므로 구속의 사유와 필요성, 상당성이 인정된다"며 발부했다.
- 2018년 4월 18일 오후 7시경, 서울중앙지법 허경호 영장전담 부장판사는 직권남용 등 혐의로 구속영장이 청구된 안태근 전 검사장에 대해  "사실관계나 법리적인 면에서 범죄성립 여부에 대해 다툴 부분이 많고, 현재까지 이뤄진 수사내용과 피의자의 주거 등에 비추어 구속의 사유나 필요성을 인정할 수 없다"며 기각했다.[21]
- 2019년 1월 24일 오전 2시경, 서울중앙지법 명재권 영장전담 부장판사는 직권남용 등 혐의로 구속영장이 청구된 양승태 전 대법원장에 대해 "범죄 사실 중 상당 부분의 혐의가 소명되고, 사안이 중대하며, 현재까지의 수사진행 경과와 피의자의 지위 및 중요 관련자들과의 관계 등에 비춰 증거인멸의 우려가 있다"며 발부했다.[22]
- 2019년 5월 16일 오후 11시경, 서울중앙지법 신종열 영장전담 부장판사는 뇌물수수 등 혐의로 구속영장이 청구된 김학의 전 법무부 차관에 대해 "주요 범죄혐의가 소명되고, 증거인멸이나 도망 염려 등과 같은 구속사유도 인정된다"며 발부했다.[23]
- 2019년 12월 27일 오전 1시경, 서울동부지법 권덕진 영장전담 부장판사는 직권남용 등 혐의로 구속영장이 청구된 조국 전 법무부 장관에 대해 범죄혐의는 소명되지만, 도망 및 증거인멸의 염려가 없다는 취지로 기각했다.[24] 당시 권 부장판사는 영장을 기각하며 이례적으로 긴 사유를 발표했다.[25]

- 피의자의 주거가 일정함
- 이 사건 범죄혐의가 소명되는데도, 피의자가 일부 범행경위와 범죄사실을 부인하고 있기는하나, 이 사건 수사가 상당히 진행된 사정 등에 비추어보면, 현 시점에서 증거를 인멸할 염려가 있는 때에 해당하는 구속사유가 있다고 보기 어려움
- 피의자가 직권을 남용하여 유○○에 대한 감찰을 중단한 결과, 우리 사회의 근간인 법치주의를 후퇴시켰을 뿐만 아니라 국가기능의 공정한 행사를 저해한 사정이 있기는 하나, 피의자의 사회적 지위, 가족관계, 구속 전 피의자심문 당시의 진술내용 및 태도, 피의자의 배우자가 최근에 다른 사건으로 구속되어 재판을 받고 있는 점 등과, 범행 당시 피의자가 인식하고 있던 유○○의 비위내용, 유○○가 사표를 제출하는 조치는 이루어졌고, 피의자가 개인적인 이익을 도모하기 위하여 이 사건 범행을 범한 것으로 보이지 않는 점 등에 비추어 구속하여야할 정도로 범죄의 중대성이 인정된다고 보기 어려운 점을 종합해보면, '도망의 염려가 있는 때'에 해당하는 구속사유가 있다고 볼 수도 없음

- 결국 현 단계에는 피의자에 대한 구속 사유와 그 필요성, 상당성을 인정하기 어려움— 조국 전 법무장관 구속영장 기각 사유

- 2021년 2월 17일 오후 9시경, 서울중앙지법 원정숙 영장전담 부장판사는 횡령 등 혐의로 구속영장이 청구된 최신원 SK네트웍스 회장에 대해 “죄를 범했다고 의심할 만한 상당한 이유가 있고, 지위를 이용해 증거를 인멸할 염려도 있으며 범죄의 규모 및 관련 회사에 미치는 영향 등을 고려할 때 구속 사유와 필요성이 인정된다”며 발부했다.[26]
- 2021년 10월 14일 오후 11시경, 서울중앙지법 문성관 영장전담 부장판사는 배임 등 혐의로 구속영장이 청구된 김만배 전 머니투데이 기자에 대해 “피의자의 방어권을 보장할 필요성이 큰 반면에 피의자에 대한 구속의 필요성이 충분히 소명됐다고 보기 어렵다”며 기각했다.[27] 이후 검찰은 보강수사를 거쳐 구속영장을 재청구했고, 같은해 11월 4일 오전 12시경, 서보민 영장전담 부장판사는 “범죄 혐의가 소명되고 증거인멸 염려가 있다”며 발부했다.[28] 같은날 문성관 영장전담 부장판사는 김만배 구속영장 재청구와 함께 영장이 청구된 남욱 변호사에 대해서 구속영장을 발부했으며, 정민용 변호사에 대해서는 "도망이나 증거인멸 염려가 없다"며 기각했다.
- 2021년 12월 1일 오후 11시경, 서울중앙지법 서보민 영장전담 부장판사는 알선수재 등 혐의로 구속영장이 청구된 곽상도 전 국민의힘 의원에 대해 “범죄 성립 여부에 대한 다툼의 여지가 있어 피의자의 방어권 보장이 필요할 것으로 보이는 반면, 구속의 사유 및 필요성, 상당성에 대한 소명이 부족하다”며 기각했다.[29]
- 2021년 10월 28일 오후 10시경, 서울중앙지법 이세창 영장전담 부장판사는 직권남용 등 혐의로 구속영장이 청구된 손준성 검사에 대해 "피의자에 대한 출석요구 상황 등 이 사건 수사진행경과 및 피의자에게 정당한 방어권 행사의 범위를 넘어 증거를 인멸하거나 도망할 우려가 있다고 보기에는 어려운 점, 심문과정에서 향후 수사에 성실히 임하겠다는 피의자 진술 등을 종합하면, 현 단계에서 피의자에 대하여 구속의 필요성 및 상당성이 부족하다"며 기각했다.[30] 이후 공수처는 보강수사를 거쳐 구속영장을 재청구했으나, 같은해 12월 3일 오전 12시경, 서울중앙지법 서보민 영장전담 부장판사는 직권남용 등 혐의로 구속영장이 청구된 손준성 검사에 대해 "피의자의 방어권 보장이 필요한 것으로 보이는 반면, 구속의 사유와 필요성·상당성에 대한 소명이 충분하지 아니하다"며 재차 기각했다.[31]

## 같이 보기
- 체포영장(arrest warrant)
- 헤비어스코퍼스
- 구속영장실질심사제
- 구속적부심사
- 이중구속
- 별건구속